# NGC 3701
NGC 3701 је спирална галаксија у сазвежђу Лав која се налази на NGC листи објеката дубоког неба.
Деклинација објекта је + 24° 5' 37" а ректасцензија 11h 29m 28,8s. Привидна величина (магнитуда) објекта NGC 3701 износи 12,7 а фотографска магнитуда 13,5. Налази се на удаљености од 45,437 милиона парсека од Сунца. NGC 3701 је још познат и под ознакама UGC 6493, MCG 4-27-48, CGCG 126-68, PGC 35405.